# Nephochaetopteryx pallidifacies
Nephochaetopteryx pallidifacies är en tvåvingeart som beskrevs av Guilherme A.M.Lopes 1975. Nephochaetopteryx pallidifacies ingår i släktet Nephochaetopteryx och familjen köttflugor. Inga underarter finns listade i Catalogue of Life.